# Hafner–Sarnak–McCurleys konstant
Inom matematiken är Hafner–Sarnak–McCurleys konstant en matematisk konstant som berättar om sannolikheten att två godtyckligt valda kvadratiska heltalmatriser är relativt prima. Sannolikheten beror på storleken n av matrisen och ges av 
{\displaystyle D(n)=\Pi _{k=1}^{\infty }\left\{1-[1-\Pi _{j=1}^{n}(1-p_{k}^{-j})]^{2}\right\}}
där pk är det k:te primtalet. Konstanten definieras som gränsvärdet av uttrycket ovan då n närmar sig oändligheten. Dess approximativa värde är 0,3532363719… (talföljd A085849 i OEIS).